# 蒙泰居 (汝拉省)
蒙泰居（法語：Montaigu，法語發音：[mɔ̃tɛgy] ⓘ）是法国汝拉省的一个市镇，属于隆斯勒索涅区。

## 地理
蒙泰居（46°39'34"N, 5°34'7"E）面积7.1 平方千米，位于法国勃艮第-弗朗什-孔泰大區汝拉省，该省份为法国东部内陆省份，北起上索恩省，西北接科多尔省，西临索恩-卢瓦尔省，南至安省，东与杜省和瑞士接壤。
与蒙泰居接壤的市镇（或旧市镇、城区）包括：孔列日、穆瓦龙、隆斯勒索涅、马科尔奈、佩里尼、勒维尼、韦尔南图瓦。

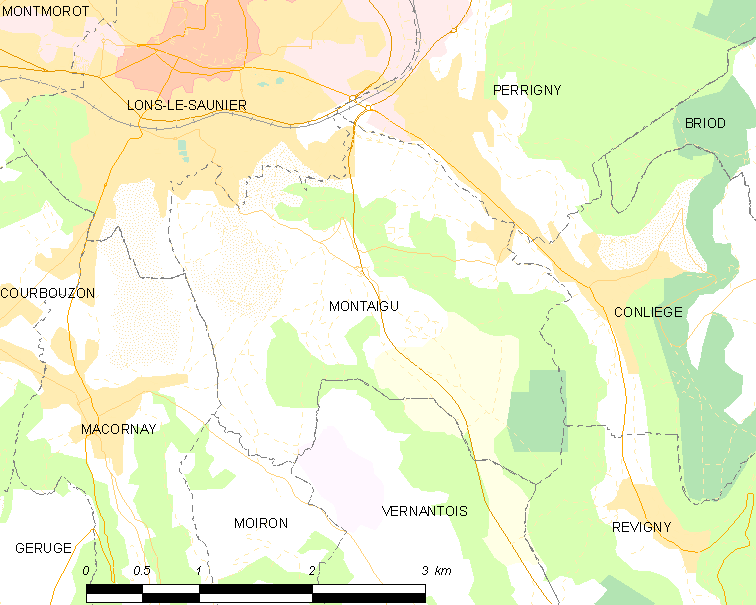
的OSM定位图

蒙泰居的时区为UTC+01:00、UTC+02:00（夏令时）。

## 行政
蒙泰居的邮政编码为39570，INSEE市镇编码为39348。

## 政治
蒙泰居所属的省级选区为波利尼县。

## 人口

1962-2008年间人口变化图示

蒙泰居于2022年1月1日时的人口数量为421人。